# Stopanja
Stopanja (cyr. Стопања) – wieś w Serbii, w okręgu rasińskim, w gminie Trstenik. W 2011 roku liczyła 1209 mieszkańców.